# Acido omovanilico
L'acido omovanillico è un metabolita appartenente al metabolismo delle catecolamine tale metabolita deriva dalla deaminazione e O-metilazione della dopamina. È usato come un reagente per individuare gli enzimi ossidativi, ed è impiegato come misuratore dei livelli di dopamina nel cervello.

## Marcatore tumorale
L'acido omovanillico, a livello del cervello e del liquido cerebrospinale (LCR) può essere dosato e quindi può esserne determinata la quantità, il livello di HVA viene considerato un marker di stress metabolico causato da 2-deossi-D-glucosio. Elevati livelli di HVA vengono associati all'insorgenza del neuroblastoma e feocromocitoma maligno.
A livello del plasma sanguigno i livelli di HVA a digiuno risultano più alti nelle femmine rispetto ai maschi. Questo non sembra essere influenzato dai cambiamenti ormonali durante lo sviluppo dell'adulto, tale differenza permane anche negli anziani e post-menopausa/andropausa e nei soggetti transessuali in base al loro sesso genetico. I livelli di HVA sono stati correlati all'uso del tabacco, i fumatori mostrano quantità significativamente minori di HVA nel plasma.
Squilibri nelle quantità di HVA presenti nel corpo sono associati a diverse patologie, dalla depressione a sindromi neuropsichiatrici, compresa l'insorgenza di tumori, è pertanto un marcatore aspecifico utile nell'indagine sul metabolismo delle catecolamine ed eventuali squilibri delle vie metaboliche nelle quali la dopamina viene coinvolta.